# François Xavier Marie De Mol
François Xavier Marie De Mol (Brussel, 9 april 1861 – aldaar, 15 december 1895) was een Belgisch organist, dirigent en componist.
Hij was het op een na laatste kind van 'artiste musicien' Jean Remi De Mol en zijn tweede vrouw Jeanne van Daele. Oom Pierre De Mol was musicus en ook halfbroers François Marie De Mol, Willem De Mol en broer Joost De Mol zaten in de muziek. F.X.M, soms Frantz-Xavier De Mol genoemd, was getrouwd met Marie Victoire Hofmans en Marie Florentine Hofmans.
Hij kreeg zijn opleiding aan het Koninklijk Conservatorium Brussel en blonk uit in notenleer. Na zijn studie werd hij organist en kapelmeester van de Onze-Lieve-Vrouw-ter-Zavelkerk, Kapellekerk en Onze-Lieve-Vrouw van Goede Bijstandkerk. 
Van zijn hand verscheen een aantal religieuze werken zoals missen, Ave Verum, O Salutaris, Pie Jesus etc. Hij schreef ook een aantal liederen voor mannenkoor a cappella, Les oiseaux.